# Marcelina Witek
Marcelina Witek (Słupsk, 2 giugno 1995) è una giavellottista polacca.
Nel suo palmarès vanta una medaglia di bronzo agli europei under 23 di Bydgoszcz 2017.

## Biografia
Nell'estate del 2017 rappresenta la Polonia agli europei a squadre di Lilla, ottenendo un bronzo nel giavellotto con un miglior stagionale da 60,98 metri, dietro alla ceca Barbora Špotáková (65,14 m) e alla bielorussa Tat'jana Khaladovič (64,60 m). Il suo risultato aiuterà la Polonia a centrare un secondo posto complessivo al termine del torneo, con 295 punti.
A luglio prende parte agli europei under 23 di Bydgoszcz 2017, vincendo la medaglia di bronzo con un nuovo miglior personale di 63,03 m, battuto solo dai 65,12 m di Sara Kolak e dai 64,47 m di Anete Kociņa.
Più tardi la ragazza di Słupsk è impegnata nella sua terza competizione nel giro di tre mesi, quando vola nel Regno Unito in occasione dei mondiali di Londra 2017. Qui non riesce però ad andare oltre il turno eliminatorio ed è eliminata anzitempo dopo tre lanci (uno da 59,00 metri e due nulli).

## Progressione
| Stagione | Risultato | Luogo      | Data      | Rank. Mond. |
| -------- | --------- | ---------- | --------- | ----------- |
| 2017     | 63,31 m   | Taipei     | 26-8-2017 |             |
| 2016     | 61,48 m   | Złocieniec | 30-4-2016 |             |
| 2015     | 58,12 m   | Varsavia   | 26-7-2015 |             |
| 2014     | 61,24 m   | Białogard  | 6-9-2014  |             |
| 2013     | 56,20 m   | Kołobrzeg  | 20-9-2013 |             |
| 2012     | 51,97 m   | Pasłęk     | 15-9-2012 |             |
| 2011     | 49,55 m   | Toruń      | 3-5-2011  |             |
| 2010     | 47,03 m   | Słubice    | 8-10-2010 |             |

## Palmarès
| Anno | Manifestazione    | Sede      | Evento                 | Risultato | Prestazione | Note                          |
| ---- | ----------------- | --------- | ---------------------- | --------- | ----------- | ----------------------------- |
| 2011 | Mondiali allievi  | Lilla     | Lancio del giavellotto | 23ª (q)   | 44,71 m     |                               |
| 2013 | Europei juniores  | Rieti     | Lancio del giavellotto | 8ª        | 51,29 m     |                               |
| 2014 | Mondiali juniores | Eugene    | Lancio del giavellotto | 4ª        | 54,14 m     |                               |
| 2015 | Europei under 23  | Tallinn   | Lancio del giavellotto | 10ª       | 50,38 m     |                               |
| 2016 | Europei           | Amsterdam | Lancio del giavellotto | 22ª (q)   | 55,03 m     |                               |
| 2017 | Europei under 23  | Bydgoszcz | Lancio del giavellotto | Bronzo    | 63,03 m     | Miglior prestazione personale |
| 2017 | Mondiali          | Londra    | Lancio del giavellotto | 22ª (q)   | 59,00 m     |                               |
| 2017 | Universiadi       | Taipei    | Lancio del giavellotto | Oro       | 63,31 m     | Miglior prestazione personale |
| 2024 | Europei           | Roma      | Lancio del giavellotto | 12ª       | 55,42 m     |                               |